# نیزه‌ماهی
نیزه‌ماهیان (Istiophoridae) نام خانوادهٔ بزرگی از ماهی‌هاست که نوع بلند آن تا ۴ متر طول دارد و پوزه‌ای نیزه مانند دارد.
نیزه‌ماهی یک ماهی ژرف‌زی است و از میدان مهاجرت وسیعی برخوردار است، به صورتی که مهاجرت‌های طولانی‌مدتی انجام می‌دهد.
نیزه‌ماهی در برخی بندرهای جنوب ایران با نام بومی سَلسول شناخته می‌شود و در بین اهالی ماهی‌فروش خوزستان به نام اسب‌ماهی معروف است. این ماهی در آب‌های خلیج فارس کم و به ندرت صید می‌شود.اغلب در بندر چابهار توسط گروه صیادان هویار به روش قلاب‌گیری و تور پیاله ای صید می‌شود
نیزه‌ماهی گوشت لذیدی دارد و مزه‌اش نزدیک به ماهی هوور است. گوشت این ماهی بخاطر وجود آستاگزانتین ارزش غذایی بالایی دارد.
به زبان ژاپنی کاجیکی نامیده می‌شود و یکی از عناصر سوشی است.

## ویژگی‌های ظاهری
بدن این ماهیان دراز و کم و بیش از دو پهلو فشرده‌است. آرواره بالا درازتر شده‌است و به صورت یک نیزه دراز درآمده است که مقطع عرضی گرد دارد. دهان قابل بیرون زدن نیست و دندان‌های ظریف و سوهان مانند در هر دو آرواره وجود دارد. منفذ آبششی وسیع و غشاهای آبششی به هم ملحق شده‌اند، اما از ناحیه گلو آزاد هستند. هیچ خاری بر روی کمان‌های آبششی وجود ندارد و رشته‌های آبششی شبکه مانند هستند. دو باله پشتی دارند که نزدیک یکدیگر قرار گرفته‌اند، باله پشتی اول بسیار بزرگ‌تر از باله دوم است. دو باله مخرجی نیز دارند، باله مخرجی دوم از باله اول کوچک‌تر است و از اندازه و شکل به باله پشتی دوم شباهت دارد.
باله پشتی و مخرجی اول می‌توانند به سمت عقب برگردندو در داخل شیارهایی قرار گیرند. باله‌های سینه‌ای داسی شکل هستند، باله‌های لگنی شامل یک یا دو شعاع هستند که به یک خار ملحق شده‌اند. باله دمی بزرگ، قوی و دو شاخه‌است که یک زوج کیل در هر طرف در مجاورت قاعده آن دیده می‌شود. یک بریدگی کوچک کم عمق بر روی نیم رخ‌های بالایی و پایینی ساقه دمی وجود دارد. خط جانبی همواره به خوبی مشخص است (به اثتثنای نمونه‌های بزرگ گونه‌های ماکایرا نیگریکانس و ماکایرا ایندیکا). بدن این ماهیان توسط فلس‌های کم و بیش فرورفته، باریک و نوک دار پوشیده شده‌است.

## رنگ
پشت و قسمت فوقانی پهلوها آبی (گاهی تیره)، قسمت تحتانی پهلوها و شکم سفید متمایل به نقره‌ای است. در بعضی از گونه‌ها نقاطی که به صورت افقی در یک ردیف قرار گرفته‌اند یا خطوط طولی بر روی بدن یا نقاط سیاه بر روی غشای اولین باله مشاهده می‌شود. این ماهیان اساساً در دریاهای گرم و معمولاً در لایه‌های فوقانی آب در بالای لایه ترموکلادین به سر می‌برند، اما در خلال ماه‌های تابستان اجتماعاتی از ماهیان کوچک را تعقیب کرده و به نواحی معتدل وارد می‌شوند.
از آنجا که آن‌ها جزء بزرگ‌ترین و سریع‌ترین ماهیان اقیانوس‌ها هستند، لذا مهاجرت‌های قابل ملاحظه و گاهی مهاجرت‌های بین اقیانوسی انجام می‌دهند. همهٔ نیزه‌ماهیان در سراسر جهان از اهمیت تجاری برخوردار هستند (در بازارهای ژاپن قیمت تجاری بالایی دارند) و غذای عالی به حساب می‌ایند. همهٔ آن‌ها برای صید تفننی جزء ماهیان عالی محسوب می‌شوند.

## گونه‌های موجود در ایران

### بادبان‌ماهیIstiophorus platipterus
پراکنش در سراسر خلیج فارس و دریای عمان، بیشینه درازا ۳۲۰ سانتی‌متر

### نیزه‌ماهی سیاهMakaira indica
پراکنش در آب‌های اطراف چابهار به طرف اقیانوس هند، بیشینه درازا ۴۶۰ سانتی‌متر

### Tetrapturus audax
بیشینه درازا و وزن به ترتیب ۴۲۰ سانتی‌متر و ۴۴۰ کیلوگرم، ماهی پلاژیک و اقیانوس کوچ است که در آب‌های دریایی مناطق تحت حاره به سر می‌برد، نوسان عمق تا ۱۰۰ متر. از اهمیت شیلاتی و صید تفننی برخوردار است.